# 도림동 (서울)
도림동(道林洞)은 서울특별시 영등포구의 법정동이다.

## 개요
도림동의 명칭은 지금은 주택가가 되었지만 이 지역 뒤쪽 야산의 모습이 성처럼 둘러싸고 있다해서 ‘되미리’, ‘도지미리’라고 표기하였던 것이 전음되어 ‘도림리’라고 되었다. 이곳 도림동은 조선시대에는 농업을 주산업으로 하였는데 토지가 습하여 피, 수수, 콩 등을 심으며 도림천 근방에는 메밀과 팥을 재배하였고 둑을 쌓은 뒤부터는 보리도 재배하였다. 원래 도림동 지역은 조선시대 자연부락 명칭으로 모랫말, 돼지마을, 주막거리 등이 있었다. 조선시대에는 경기도 금천현 상북면 도야미리(道也味里)로 불렸다. 1914년 시흥군 북면을 설치한 뒤 도야미리를 도림리로 바꾸어 북면에 소속시켰다. 1936년 경성부에 편입되면서 도림정(道林町)이라 하였고, 1946년 도림동과 사옥동(絲屋洞, 현재의 문래동)으로 나뉘었다.

## 법정동
- 도림동

## 교육
- 영등포초등학교
- 영원초등학교

## 교통
- 수도권 전철 1호선
  - 영등포역
- ● 신안산선 (공사 중)
  - 도림사거리역

## 같이 보기
- 대한민국의 행정 구역